# هاها
هاها (انگلیسی: Haha؛ زادهٔ ۲۰ اوت ۱۹۷۹) یک موسیقی‌دان، خواننده، رَپر، ترانه‌سرا، تهیه‌کننده موسیقی، سرگرمی‌ساز، هنرپیشه و مجری تلویزیون اهل کره جنوبی است.
از فیلم‌ها یا برنامه‌های تلویزیونی که وی در آن نقش داشته‌است می‌توان به مرد دونده اشاره کرد.